# Xavier Breton

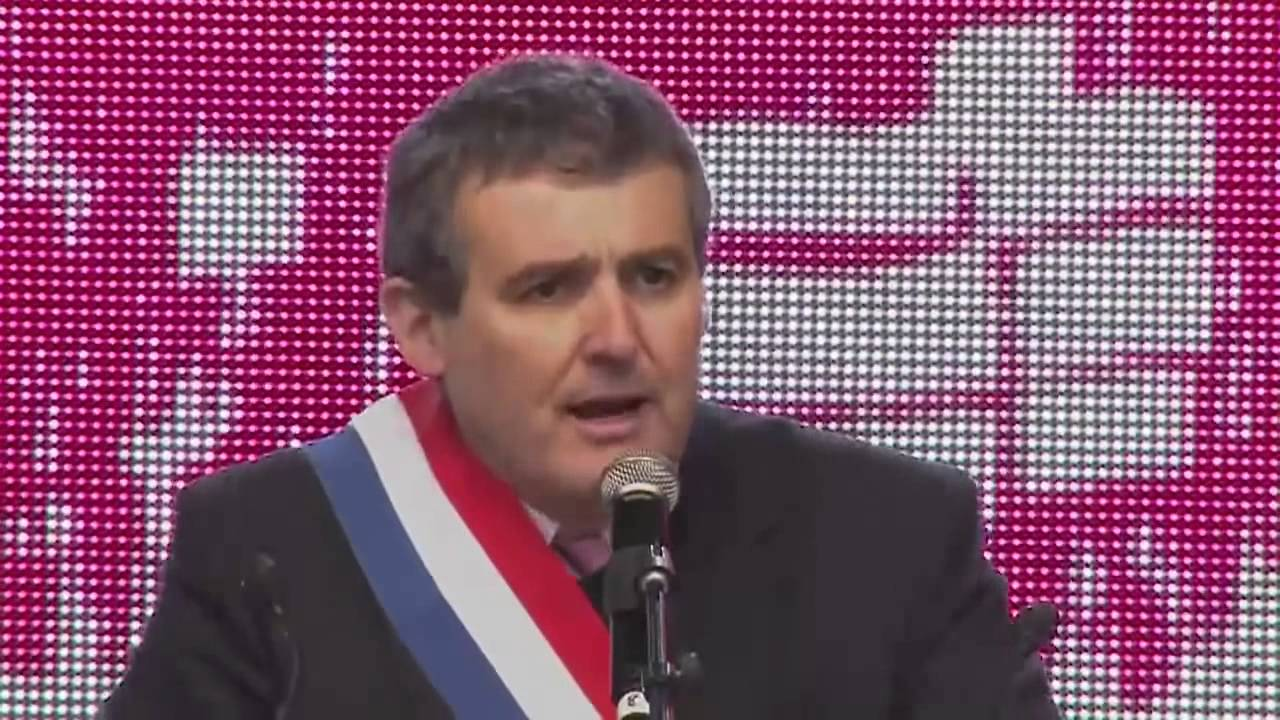
Xavier Breton während La Manif pour tous im Jahr 2013.

Xavier Breton (* 25. November 1962 in Darney) ist ein französischer Politiker. Er ist seit 2007 Abgeordneter der Nationalversammlung.
Breton wuchs in Nancy, Mirecourt und zuletzt in seinem Geburtsort Darney, einem Dorf in Lothringen, wo sein Großvater der Bürgermeister war, auf. Nach seinem Abitur in Épinal studierte er zuerst Jura, später jedoch Politikwissenschaften. Nachdem er in Deutschland seinen Militärdienst absolviert hatte, arbeitete er als Berater des Bürgermeisters von Saint-Malo. Danach war er Assistent des Präfekten des Départements Yonne. 1995 zog er nach Belley im Département Ain und arbeitete fortan für mehrere Präsidenten des dortigen Generalrats. Nach seinem Umzug nach Bourg-en-Bresse zog er in den lokalen Stadtrat ein. 2007 kandidierte er nach dem Rückzug von Jean-Michel Bertrand im ersten Wahlkreis des Départements Ain und zog für die UMP in die Nationalversammlung ein. 2012 wurde er wiedergewählt.